# Stelis asplundii
Stelis asplundii är en orkidéart som beskrevs av Carlyle August Luer och Endara. Stelis asplundii ingår i släktet Stelis och familjen orkidéer. Inga underarter finns listade i Catalogue of Life.